# Possession (2009)
Possession é um filme estadunidense de 2009, dirigido por Joel Bergvall e Simon Sandquist, traduzido para a língua portuguesa como "Sombras de um Desejo''.  Produzido pela Swen Filmes e trazido ao Brasil pela Imagem Filmes, foi lançado em 17 de maio de 2008 (mundial).

## Elenco
- Sarah Michelle Gellar – Jessica / Jess
- Michael Landes – Ryan
- Lee Pace – Roman
- Tuva Novotny - Casey
- William B. Davis - Dr. Creane
- Chelah Horsdal - Miranda

## Produção
Inicialmente pensado com o nome Addicted (como o original coreano), a notícia da mudança de nome surgiu no início de agosto de 2007, sendo confirmada em dezembro pelos produtores e por Sarah Michelle Gellar.

## Sinopse
Jess (Sarah Michelle Gellar) e Ryan (Michael Landes) são recém-casados e levam uma vida perfeita, até o dia em que o problemático irmão de Ryan, Roman (Lee Pace), chega para visitá-los. Com o novo hóspede, a harmonia da casa é perturbada e tudo se transforma em um pesadelo quando os irmãos sofrem um grave acidente de carro e entram em coma. Tudo piora quando Roman acorda do coma dizendo ser Ryan. Enquanto Jess tenta lidar com a sua dor, eventos perturbadores surgem a todo momento e deixam evidências de que coisas muito sinistras estão acontecendo naquela família. A mais intrigante ocorre com Roman, que acorda do coma no corpo do irmão, Ryan. Assim se inicia uma espécie de investigação paranormal para os acontecimentos que antes parecia impossíveis, e agora ameaçam acabar de vez com a paz da família.